# GBU-8 HOBOS

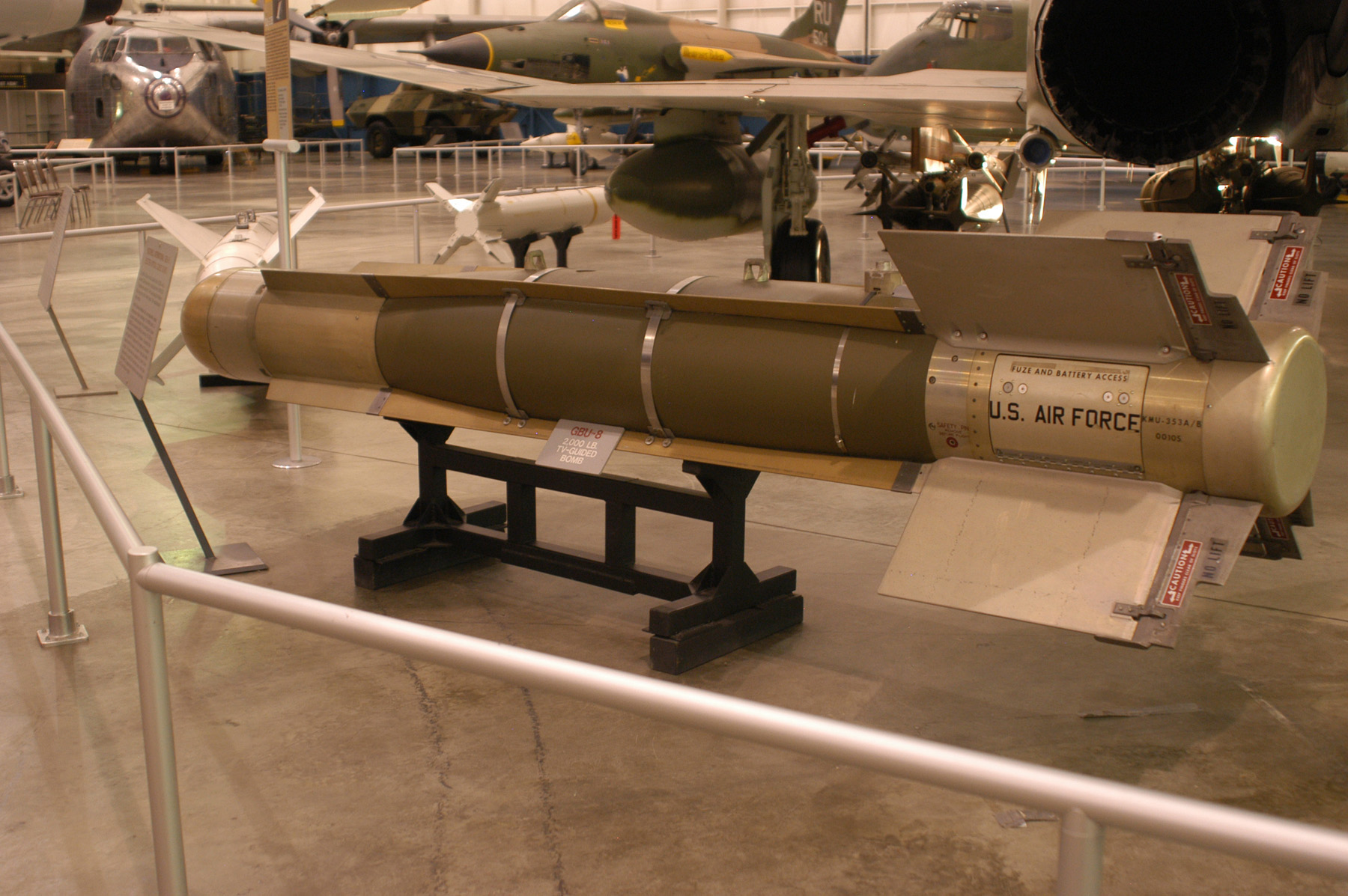
Un esemplare di GBU-8 HOBOS

Il GBU-8 HOBOS (Homing Bomb System) era un sistema a guida televisiva statunitense in grado di trasformare bombe a caduta libera in bombe guidate. Ampiamente usato negli anni settanta, il sistema d'arma risultante aveva un peso di circa 1000 kg.